# Louisiana megyéinek listája

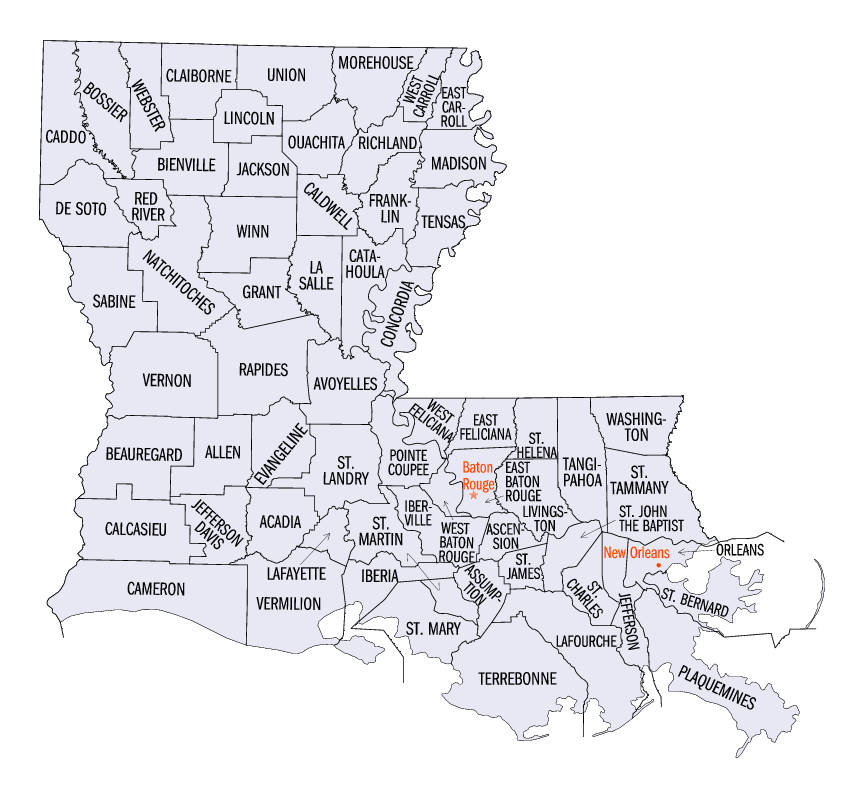
Louisiana megyéi

Az egyesült államokbeli Louisiana állam 64 megyére, hivatalosan használt nevén parish-re (franciául: paroisses ; spanyolul: parroquias) oszlik. Alaszka mellett ez az egyetlen állam, amely az elsődleges közigazgatási alegységeit nem „county” néven jegyzi.

## A megyék
| Név                          | Főváros           | Alapítása  | Névadó                                              | Terület (km²) | Helyjelölő térkép |
| ---------------------------- | ----------------- | ---------- | --------------------------------------------------- | ------------- | ----------------- |
| Acadia megye                 | Crowley           | 1886-06-30 | Acadia                                              | 1703          |                   |
| Allen megye                  | Oberlin           | 1912-06-12 | Henry Watkins Allen                                 | 1983          |                   |
| Ascension megye              | Donaldsonville    | 1807-03-31 | Ascension of Our Lord Chapel                        | 784           |                   |
| Assumption megye             | Napoleonville     | 1807-03-31 | Nagyboldogasszony                                   | 944           |                   |
| Avoyelles megye              | Marksville        | 1807-03-31 | Avoyel                                              | 2242          |                   |
| Beauregard megye             | DeRidder          | 1912-06-12 | P. G. T. Beauregard                                 | 3020          |                   |
| Bienville megye              | Arcadia           | 1848-03-14 | Jean-Baptiste Le Moyne de Bienville                 | 2128          |                   |
| Bossier megye                | Benton            | 1843       | Pierre Bossier                                      | 2245          |                   |
| Caddo megye                  | Shreveport        | 1838       | Caddo                                               | 2427          |                   |
| Calcasieu megye              | Lake Charles      | 1840       | Calcasieu River                                     | 2834          |                   |
| Caldwell megye               | Columbia          | 1838       | Caldwell                                            | 1400          |                   |
| Cameron megye                | Cameron           | 1870       | Simon Cameron                                       | 5003          |                   |
| Catahoula megye              | Harrisonburg      | 1808       |                                                     | 1915          |                   |
| Claiborne megye              | Homer             | 1828       | William C. C. Claiborne                             | 1988          |                   |
| Concordia megye              | Vidalia           | 1807       |                                                     | 1939          |                   |
| DeSoto megye                 | Mansfield         | 1843       | Marcel DeSoto Hernando de Soto                      | 2317          |                   |
| East Baton Rouge megye       | Baton Rouge       | 1810       |                                                     | 1220          |                   |
| East Carroll megye           | Lake Providence   | 1877       | Charles Carroll of Carrollton                       | 1146          |                   |
| East Feliciana megye         | Clinton           | 1824       | Feliciana Parish kelet                              | 1180          |                   |
| Evangeline megye             | Ville Platte      | 1910       | Evangeline                                          | 1760          |                   |
| Franklin megye               | Winnsboro         | 1843       | Benjamin Franklin                                   | 1646          |                   |
| Grant megye                  | Colfax            | 1869       | Ulysses S. Grant                                    | 1721          |                   |
| Iberia megye                 | New Iberia        | 1868-10-30 | Ibériai-félsziget                                   | 2670          |                   |
| Iberville megye              | Plaquemine        | 1805-04-10 | Pierre Le Moyne, sieur d'Iberville et d'Ardillières | 1691          |                   |
| Jackson megye                | Jonesboro         | 1845       | Andrew Jackson                                      | 1503          |                   |
| Jefferson Davis megye        | Jennings          | 1912       | Jefferson Davis                                     | 1706          |                   |
| Jefferson megye              | Gretna            | 1825       | Thomas Jefferson                                    | 1663          |                   |
| La Salle megye               | Jena              | 1908       | René-Robert Cavelier de La Salle                    | 1716          |                   |
| Lafayette megye              | Lafayette         | 1823-01-17 | Gilbert du Motier de La Fayette                     | 700           |                   |
| Lafourche megye              | Thibodaux         | 1807       |                                                     | 3831          |                   |
| Lincoln megye                | Ruston            | 1873       | Abraham Lincoln                                     | 1223          |                   |
| Livingston megye             | Livingston        | 1832       | Edward Livingston                                   | 1820          |                   |
| Madison megye                | Tallulah          | 1838       | James Madison                                       | 1685          |                   |
| Morehouse megye              | Bastrop           | 1844       | Abraham Morehouse                                   | 2085          |                   |
| Natchitoches megye           | Natchitoches      | 1805-04-10 | Natchitoches people                                 | 3365          |                   |
| Orleans megye                | New Orleans       | 1805-04-10 |                                                     | 907           |                   |
| Ouachita megye               | Monroe            | 1807       | Ouachita people                                     | 1639          |                   |
| Plaquemines megye            | Pointe à la Hache | 1807       |                                                     | 6290          |                   |
| Pointe Coupee megye          | New Roads         | 1807       | francia                                             | 1530          |                   |
| Rapides megye                | Alexandria        | 1807       |                                                     | 3527          |                   |
| Red River megye              | Coushatta         | 1871       |                                                     | 1041          |                   |
| Richland megye               | Rayville          | 1868-09-29 |                                                     | 1462          |                   |
| Sabine megye                 | Many              | 1843       | Sabine                                              | 2620          |                   |
| Saint Bernard megye          | Chalmette         | 1807       | Bernardo de Gálvez y Madrid                         | 11929         |                   |
| Saint Charles megye          | Hahnville         | 1807       | Borromei Szent Károly                               | 1062          |                   |
| Saint John the Baptist megye | Edgard            | 1807       |                                                     | 901           |                   |
| Saint Landry megye           | Opelousas         | 1807       |                                                     | 2432          |                   |
| St. Helena megye             | Greensburg        | 1810       | Szent Ilona                                         | 1060          |                   |
| St. James megye              | Convent           | 1807-03-31 |                                                     | 668           |                   |
| St. Martin megye             | St. Martinville   | 1807       | Tours-i Szent Márton                                | 2115          |                   |
| St. Mary megye               | Franklin          | 1811       | Szűz Mária                                          | 2898          |                   |
| St. Tammany megye            | Covington         | 1810       |                                                     | 2212          |                   |
| Tangipahoa megye             | Amite City        | 1869-03-06 | Tangipahoa                                          | 2132          |                   |
| Tensas megye                 | St. Joseph        | 1843       |                                                     | 1661          |                   |
| Terrebonne megye             | Houma             | 1822       |                                                     | 5387          |                   |
| Union megye                  | Farmerville       | 1839       |                                                     | 2345          |                   |
| Vermilion megye              | Abbeville         | 1844       | Vermilion                                           | 3984          |                   |
| Vernon megye                 | Leesville         | 1871       | Mount Vernon                                        | 3474          |                   |
| Washington megye             | Franklinton       | 1819       | George Washington                                   | 676           |                   |
| Webster megye                | Minden            | 1871       | Daniel Webster                                      | 615           |                   |
| West Baton Rouge megye       | Port Allen        | 1807       |                                                     | 204           |                   |
| West Carroll megye           | Oak Grove         | 1877       | Charles Carroll of Carrollton                       | 361           |                   |
| West Feliciana megye         | St. Francisville  | 1824       | Bernardo de Gálvez y Madrid                         | 426           |                   |
| Winn megye                   | Winnfield         | 1852       | Walter Winn Winfield Scott                          | 957           |                   |